# Stoczek Łukowski
Stoczek Łukowski ist eine Stadt sowie Sitz der gleichnamigen Landgemeinde, der sie nicht angehört, im Powiat Łukowski der Woiwodschaft Lublin in Polen.

## Verkehr
Der Bahnhof Stoczek Łukowski an der Bahnstrecke Skierniewice–Łuków ist nur noch ein Güterbahnhof.

## Gemeinde

### Stadtgemeinde
Die Stadt Stoczek Łukowski bildet eine eigenständige Stadtgemeinde (gmina miejska).

### Landgemeinde
Die Landgemeinde (gmina wiejska) Stoczek Łukowski hat eine Fläche von 173,46 km². Zu ihr gehören folgende 36 Ortschaften mit einem Schulzenamt.

## Söhne und Töchter der Stadt
- Aleksander Świętochowski (1849–1938), polnischer Schriftsteller, Kritiker und Publizist